# Jaʿakov Schimschon Schapira

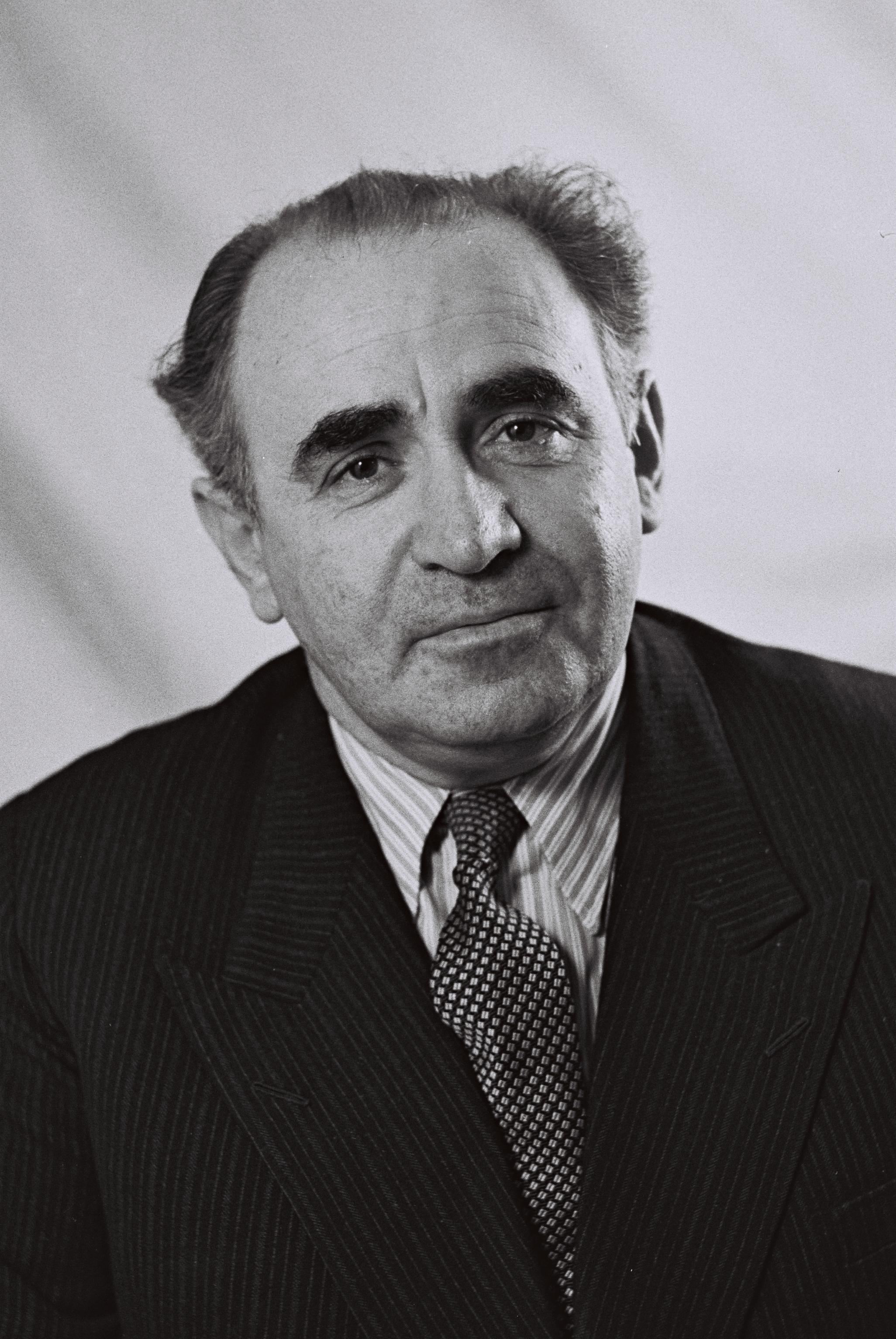
Ja’akov Schimschon Schapira (1951)

Jaʿakov Schimschon Schapira (hebräisch יַעֲקֹב שִׁמְשׁוֹן שָׁפִּּירָא, * 4. November 1902 in Kropywnyzkyj, Russisches Kaiserreich; † 14. November 1993) war ein israelischer Politiker und Justizminister.

## Leben
Nach der Ausbildung in einer Talmudschule (Jeschiva) begann er ein Studium der Medizin an der Universität Charkiw. Bereits während dieser Zeit war er seit 1923 ein aktives Mitglied der zionistisch-sozialistischen Bewegung in der Sowjetunion. 1924 siedelte er nach dem unter Völkerbundmandat stehende Palästina um und begann ein Studium an der Jerusalem Law School, das er mit der Zulassung als Rechtsanwalt abschloss. Trotz dieser Hochschulausbildung schloss er sich einer Arbeitergruppe in Petach Tikwa an, wo er 1925 einer der Gründer des Kibbuz Givʿat haSchloscha war, in dem er auf einer Obstplantage arbeitete. Kurz darauf wurde er Sekretär der unter dem Vorsitz von David Ben-Gurion stehenden Vereinigten Arbeiterpartei (Achdut haʿAvoda) in Jerusalem. 1934 ließ er sich dann in Haifa nieder und arbeitete dort als Rechtsanwalt. Daneben war er Repräsentant der zionistischen paramilitärischen Untergrundorganisation Hagana im Mandatsgebiet.
Nach der Gründung des Staates Israel 1948 wurde er zunächst Generaldirektor des Justizministeriums, aber schon bald darauf wurde er noch 1948 der erste Generalstaatsanwalt von Israel. Dieses Amt übte er bis 1950 aus und wurde dann von Chaim Cohn abgelöst, der zuvor schon sein Nachfolger als Generaldirektor des Justizministeriums war.
Seine politische Laufbahn begann er am 20. August 1951 mit der Wahl zum Mitglied der Knesset, in der bis zum 14. November 1955 die Interessen der Arbeiterpartei (Mapai) vertrat. Am 12. Januar 1966 wurde er von Ministerpräsident Levi Eschkol zum Justizminister ernannt und behielt dieses Amt auch nach dem Tode Eschkols unter dessen Nachfolgerin Golda Meʾir bis zum 13. Juni 1972. In dieser Position sprach er sich nach dem Sechstagekrieg im Kabinett gegen die Einbeziehung Ostjerusalems ins israelische Rechtsgebiet aus. In einer Entscheidung unterstrich Israels Oberster Gerichtshof Anfang 1969 den „temporären Charakter“ der damals bereits angelegten Siedlungen und erklärte, dass es sich um keine Verletzung des internationalen Rechts handele. Die Bewohner der neuen Ortschaften wurden nicht zwangsweise von Staats wegen angesiedelt, was das Völkerrecht verbietet, sondern ließen sich freiwillig nieder. Doch gleichzeitig brachte Schapira die Formel ins Spiel, dass die israelischen Streitkräfte „beträchtliche Teile des Landes Israel vom fremden Joch befreit“ hätten und dass „der rechtsförmigen Konzeption des Staates Israel ständig das Prinzip zugrunde liegt, wonach das Gesetz, die Rechtsprechung und die Verwaltung des Staates Israel in all jenen Teilen des Landes angewendet wird, die faktisch unter der Kontrolle des Staates stehen“. Am 17. November 1969 wurde er auch erneut zum Mitglied der Knesset gewählt, der er diesmal für eine Wahlperiode bis zum 21. Januar 1974 angehörte.
Am 12. September 1972 wurde er von Ministerpräsidentin Meʾir wieder zum Justizminister ernannt, ohne dass in der Zwischenzeit seit dem 13. Juni 1972 ein Nachfolger ernannt wurde. Am 1. November 1973 schied er dann aus dem Amt des Justizministers aus, ohne dass wiederum ein offizieller Nachfolger ernannt wurde, sondern das Amt wie zuvor von der Ministerpräsidentin provisorisch verwaltet wurde. Grund für seinen Rücktritt war, dass die von ihm geforderte Entlassung von Verteidigungsminister Mosche Dajan nach dem Jom-Kippur-Krieg von Golda Meʾir abgelehnt wurde.